# Педријано (Милано)
Педријано је насеље у Италији у округу Милано, региону Ломбардија.
Према процени из 2011. у насељу је живело 148 становника. Насеље се налази на надморској висини од 92 м.